# Schistosoma spindale
Lo Schistosoma spindale è una specie di trematode digenetico nella famiglia Schistosomatidae. Causa la schistosomiasi intestinale nei ruminanti.
La distribuzione di Schistosoma spindale comprende Sri Lanka, India, Bangladesh, Thailandia, [1] Malesia e Laos.
Il tegumento di Schistosoma spindale sotto microscopio elettronico a scansione è stato studiato nel 1983. [3] Non è tubercolata (microscopia elettronica a scansione comparativa Gupta e Agrawal 2002 di alcuni schistosomi indiani, Journal of Parasitology and Applied Biology 11: 49-54).
Il primo ospite intermedio è una lumaca d'acqua dolce Indoplanorbis exustus [4] che può essere l'unico ospite intermedio naturale per Schistosoma spindale (e altre due specie di Schistosoma) nel subcontinente indiano. [4] Una lumaca può produrre fino a 7.000 cercarie in un giorno.
Cercariae può infettare i bovini in ambiente acquatico.
Le cercarie di solito infettano un ospite peloso (bassa specificità dell'ospite) in acque poco profonde e fangose. [1]

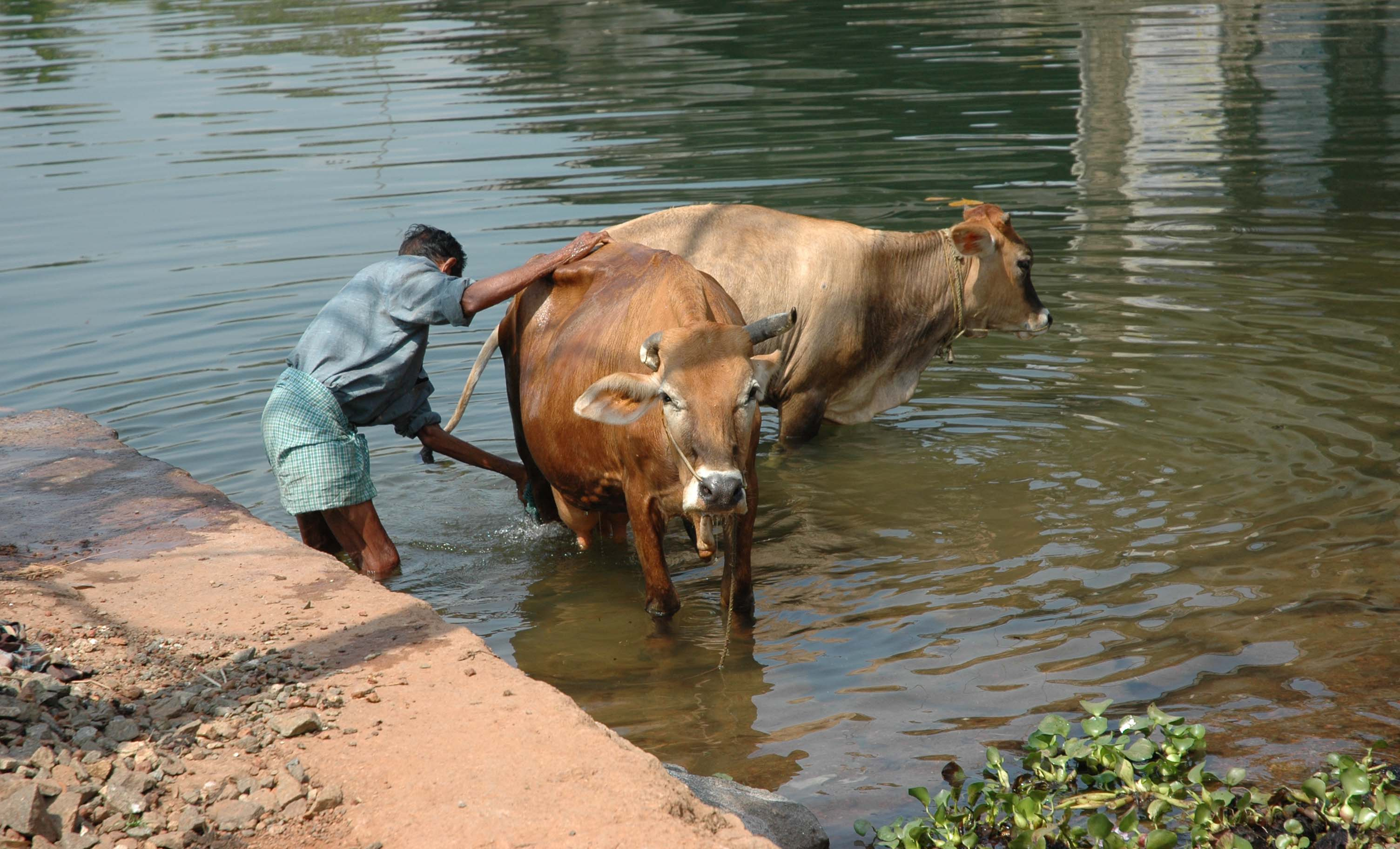
Cercariae can infect cattle in water environment.

Gli ospiti definitivi di Schistosoma spindale sono (principalmente) ruminanti e Schistosoma spindale causano la schistosomiasi intestinale dei ruminanti (Artiodactyla, Ruminantia). La sorveglianza per la schistosomiasi bovina è generalmente inadeguata e la letteratura è limitata, ma qualche idea del problema può essere ricavata da precedenti studi su piccola scala. [4] Per una diagnosi c'è bisogno di trovare uova di Schistosoma spindale nelle feci. [5] Indagini in Sri Lanka hanno rivelato una prevalenza di Schistosoma spindale del 31,2% (su 901 bovini), [5] mentre in Bangladesh è stata riportata una prevalenza altrettanto elevata del 36%. [4] [6] Più recentemente, nel Kerala Sud dell'India, sono state riportate prevalenze fino al 57,3% nei bovini, al 50% nel bufalo indiano (Bubalus bubalis) e al 4,7% nelle capre . La prevalenza di Schistosoma spindale negli animali dipende dal test diagnostico, impiegato. Quindi, era inferiore al 10-30% mediante esame fecale (ancora basso se si utilizza il metodo di rilevazione delle uova e alto se si segue il metodo di schiusa) con un 80-95% esaminando il mesentere degli animali, per gli schistosomi vivi, durante post mortem (Agrawal MC 2012. Schistosomi e schistosomiasi nell'Asia del Sud. Springer (India) Pvt, Ltd, Nuova Delhi). Lo Schistosoma spindale è stato trovato causando un'epidemia nei bovini nel Maharashtra che portava a mortalità pesante con sintomi simulati al parassita di Rinder (Kulkarni HV, Rao SR e Chudhari PG 1954. Insolito scoppio di schistosomiasi nei bovini a causa dello schistosoma spindale associato a una pesante mortalità nello stato di Bombay. Rivista college veterinaria di Bombay 4: 3-15).
Lo schistosoma spindale è stato implicato nella dermatite cercariale umana in India [10] e in Malesia [8].